# Prumnopitys montana
Prumnopitys montana llamado comúnmente romerillo azuceno, azuceno, pino, es una especie de conífera en la familia de las podocarpáceas, endémica de Colombia, Ecuador, Perú, Venezuela. Es el árbol emblemático del estado Táchira, en Venezuela.

## Descripción
Árbol que crece aproximadamente 35 metros de alto, en zonas de grandes altitudes es grueso y de poca altura con ramas  extensa y anchas, con numerosas ramitas. Hojas que se distribuyen en espiral de color verde oscuro, lineares, oblicuas o falcadas, ápice agudo o gradualmente estrechas y subsésiles hacia la base.
Conos masculinos cilíndricos de 6-16 mm de longitud por 1.8-2.5 mm de diámetro, numerosos entre 6-34 en las ramas, Cono femenino reducido al final de una pequeña rama de 4-6 cm de longitud. Fruto con forma de globo de 11-16 mm longitud or 7-11.5 mm de diámetro, con apículo aplastado, capa carnosa en formas maduras de color anaranjado-amarillento o color ladrillo, con semilla ovoide-globosa de 4-9 mm de ancho por 6-14 mm de longitud.
Planta e crecimiento lento que se propaga por semillas, puede ser sexualmente dioica o monoica, florece y fructifica durante todo el año con mayor producción de semillas entre los meses de marzo y diciembre.

## Distribución y hábitat
Se distribuye en los bosques húmedos de los andes desde Venezuela hasta Bolivia, se encuentra en alturas entre 1800-3600 metros sobre el nivel del mar. Crece en suelos franco-arcillosos, ácidos y capaces de retener el agua.

## Ecología
Se le encuentra en asociación con especies de los géneros Oreopanax, Bejaria, Juglans, Citharexylum, Clusia, Ocotea,  y Weinmannia; también se consigue mezcladas con Podocarpus oleifolius en algunas áreas.

## Taxonomía
Prumnopitys montana (Humb. & Bonpl. ex Willd.) de Laub.

### Etimología
Prumnopitys: nombre genérico que deriva de las palabras griegas: πρυμνός prymnós ‘retaguardia", y πίτυς pítys ‘pino", en referencia a la resina adhesiva que está detrás de la nervadura central.

## Relación con el ser humano
Su madera se usa en la carpintería, ebanistería y construcción de viviendas y se le ha identificado como fuente de taninos. Debido a la explotación de su madera se le considera una especie vulnerable.

### Nombre común
En Venezuela se le conoce como pino criollo o pino laso. En Colombia de le conoce como pino o chaquiro. Otros nombre comunes son diablo fuerte, pino colorado, pino de montaña, Pino Rey, romerillo, romerillo hembra y diomato de Tierra Fría.